# Давид фон Мансфелд-Хинтерорт
Давид фон Мансфелд-Хинтерорт (на немски: David von Mansfeld-Hinterort; * 12 юли 1571; † 6 март 1628, Шраплау) от „младата линия“ на Дом Мансфелд, е граф на Мансфелд-Хинтерорт-Шраплау.

## Биография
Той е син на Фолрад V фон Мансфелд-Хинтерорт (1520 – 1578) и съпругата му Барбара Ройс-Плауен (1528 – 1580), дъщеря на Хайнрих XIII Ройс цу Грайц († 1535) и Амалия фон Мансфелд-Фордерорт († сл. 1554), дъщеря на граф Ернст II фон Мансфелд-Фордерорт († 1531). Внук е на Албрехт VII фон Мансфелд (1480 – 1560).(1480 – 1560) и съпругата му графиня Анна фон Хонщайн-Клетенберг (ок. 1490 – 1559)
Давид фон Мансфелд-Хинтерорт умира на 6 март 1628 г. в Шраплау, Саксония-Анхалт. Дъщеря му Барбара Магдалена фон Мансфелд-Хинтерорт продава през 1683 г. Шраплау на господарите фон Хаке.

## Фамилия
Първи брак: през 1602 г. с Агнес Сибила фон Мансфелд-Мителорт (* 20 ноември 1567; † 24 август 1613), наследничка на Шраплау, дъщеря на граф Кристоф II фон Мансфелд-Мителорт (1520 – 1591) и графиня Амалия фон Шварцбург-Бланкенбург-Рудолшат (1528 – 1589). Бракът е бездетен.
Втори брак: на 9 октомври 1614 г. в Шлайц с Юлиана Мария Ройс фон Гера (* 1 февруари 1598, Гера; † 4 януари 1650, Гера), дъщеря на Хайнрих II/XXIX Ройс фон Плауен (1572 – 1635) и графиня Магдалена фон Шварцбург-Рудолщат (1580 – 1652). Те имат две деца:
- Барбара Магдалена фон Мансфелд-Хинтерорт (* 12 януари 1618; † 25 декември 1696), омъжена I. на 2 ноември 1637 г. в Арнщайн за граф Йохан Георг II фон Мансфелд-Айзлебен (* 15 май 1593; † 10 февруари 1647), II. за Антон фон Вертерн, III. (1680) за Георг Андреас Шваб фон Лихтенберг, IV. (август 1696) за граф Георг Алберт фон Мансфелд-Фордерорт (* 4 май 1642; † 1696/1697)
- Фолрад Хайнрих фон Мансфелд-Хинтерорт (* 1621; † 1622)